# Reilhac, Cantal
Reilhac là một xã ở tỉnh Cantal, thuộc vùng Auvergne-Rhône-Alpes ở miền trung nước Pháp.

### Dân số
La population de Reilhac a longtemps été stabilisée aux environs de deux mille habitants, dont les deux tiers de bovins.
| Năm | 1962 | 1968 | 1975 | 1982 | 1990 | 1999 |
| --- | ---- | ---- | ---- | ---- | ---- | ---- |
| Dân số | 419  | 487  | 814  | 768  | 901  | 957  |
| From the year 1968 on: No double counting—residents of multiple communes (e.g. students and military personnel) are counted only once. |      |      |      |      |      |      |